# Pfarrkirche Elbigenalp

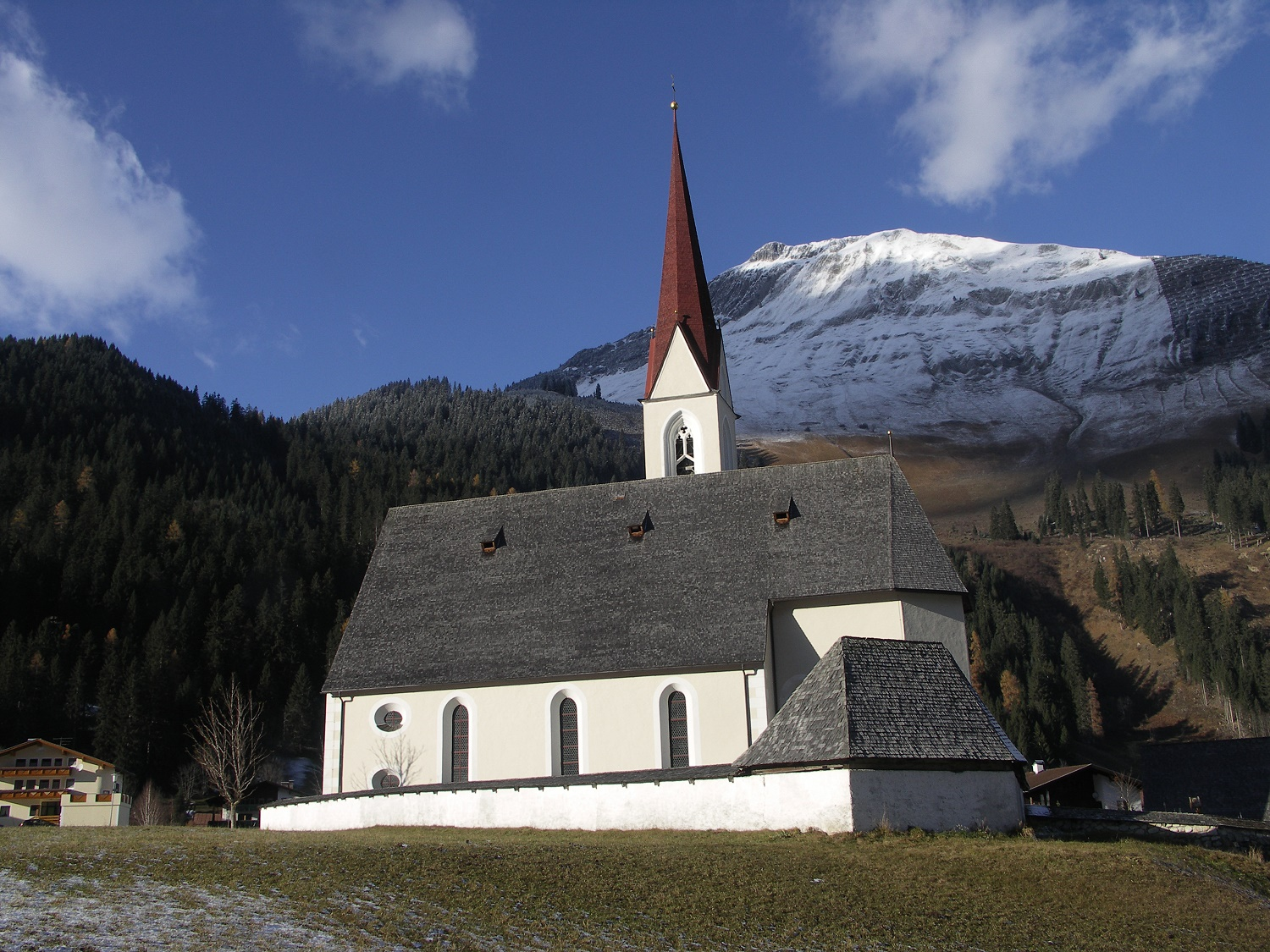
Nikolauskirche mit Kreisfenstern im ersten Joch (2005)

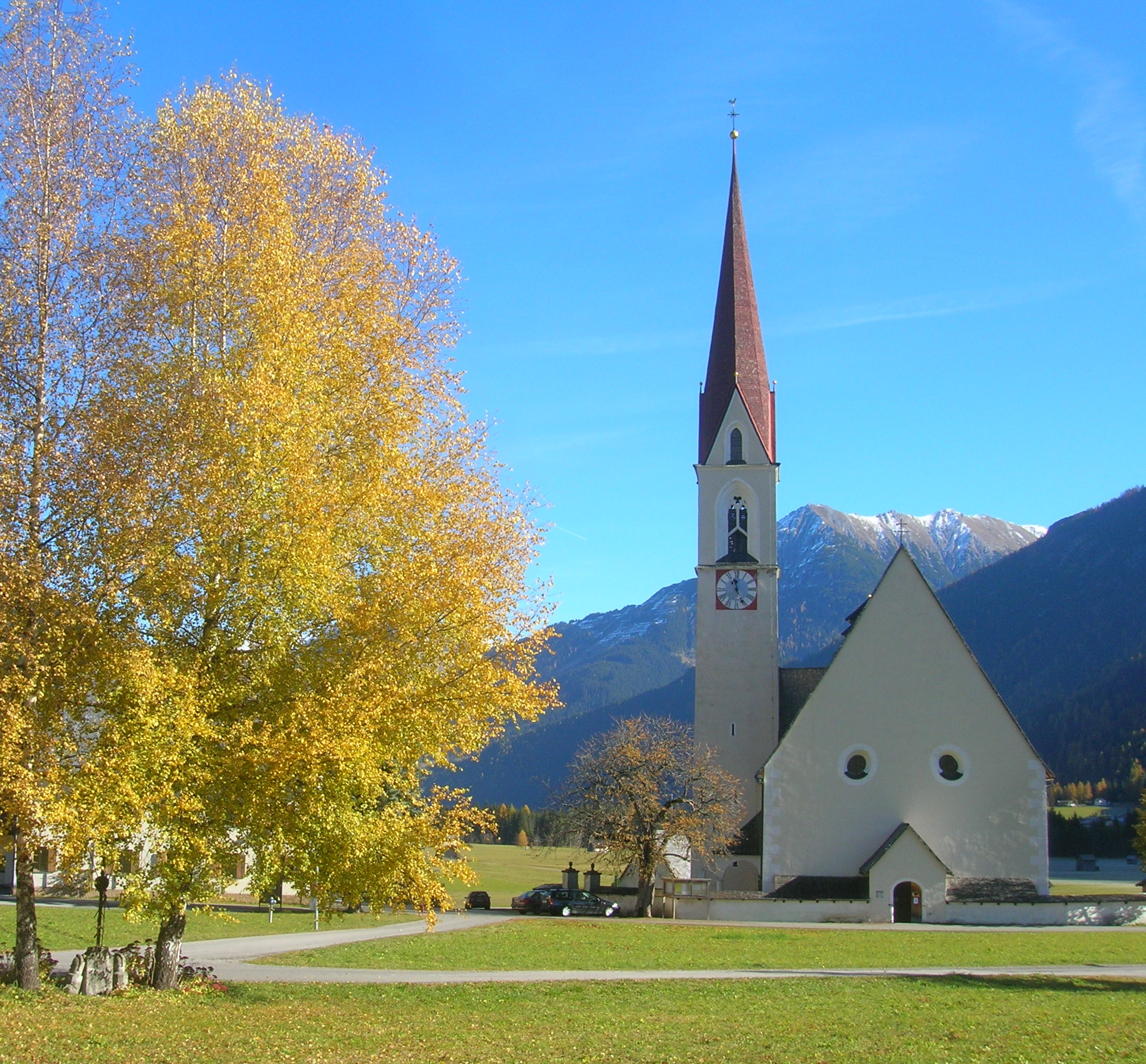
Nikolauskirche, im freien Feld (2007)

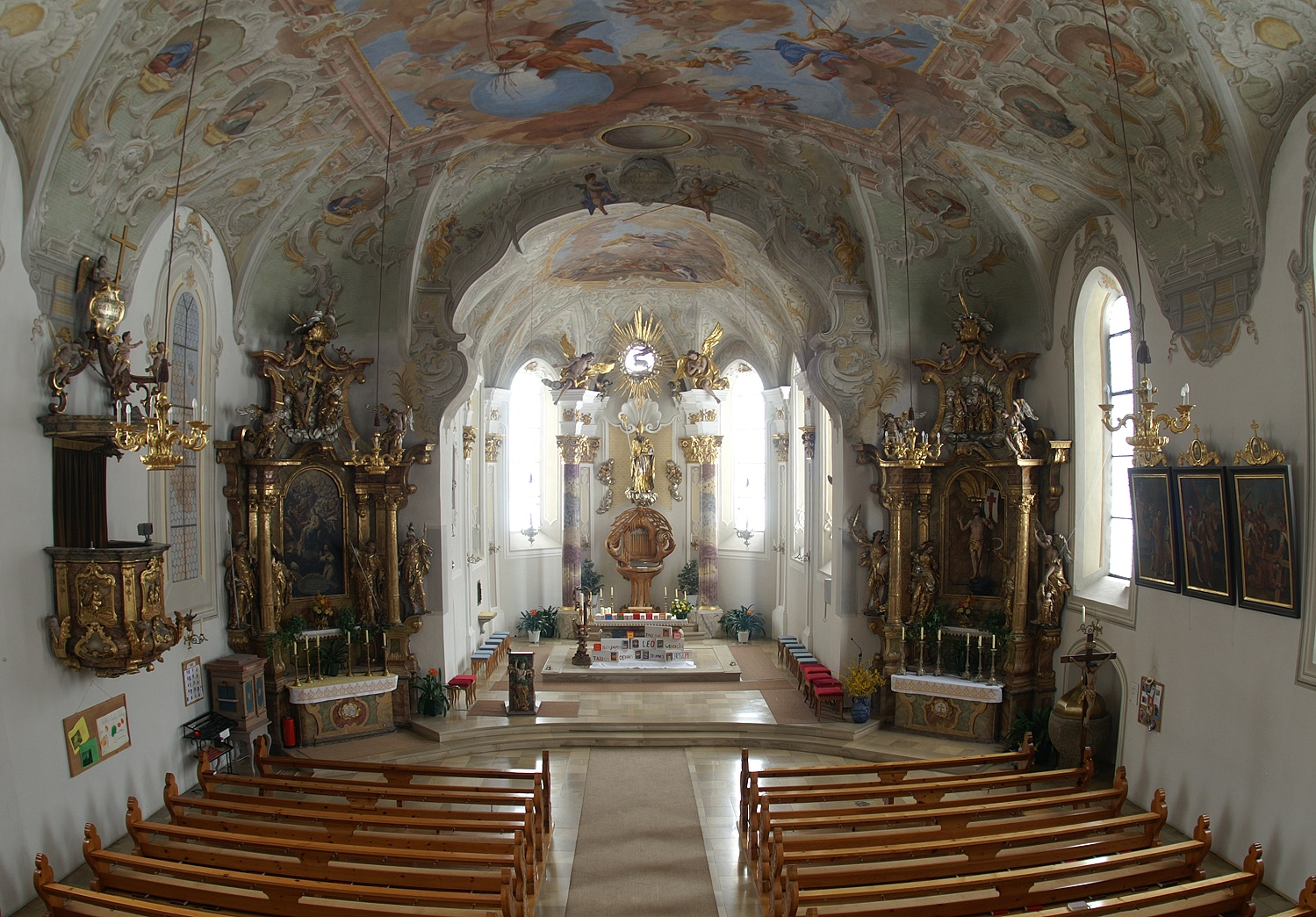
Saalraum zum Chor (2008)

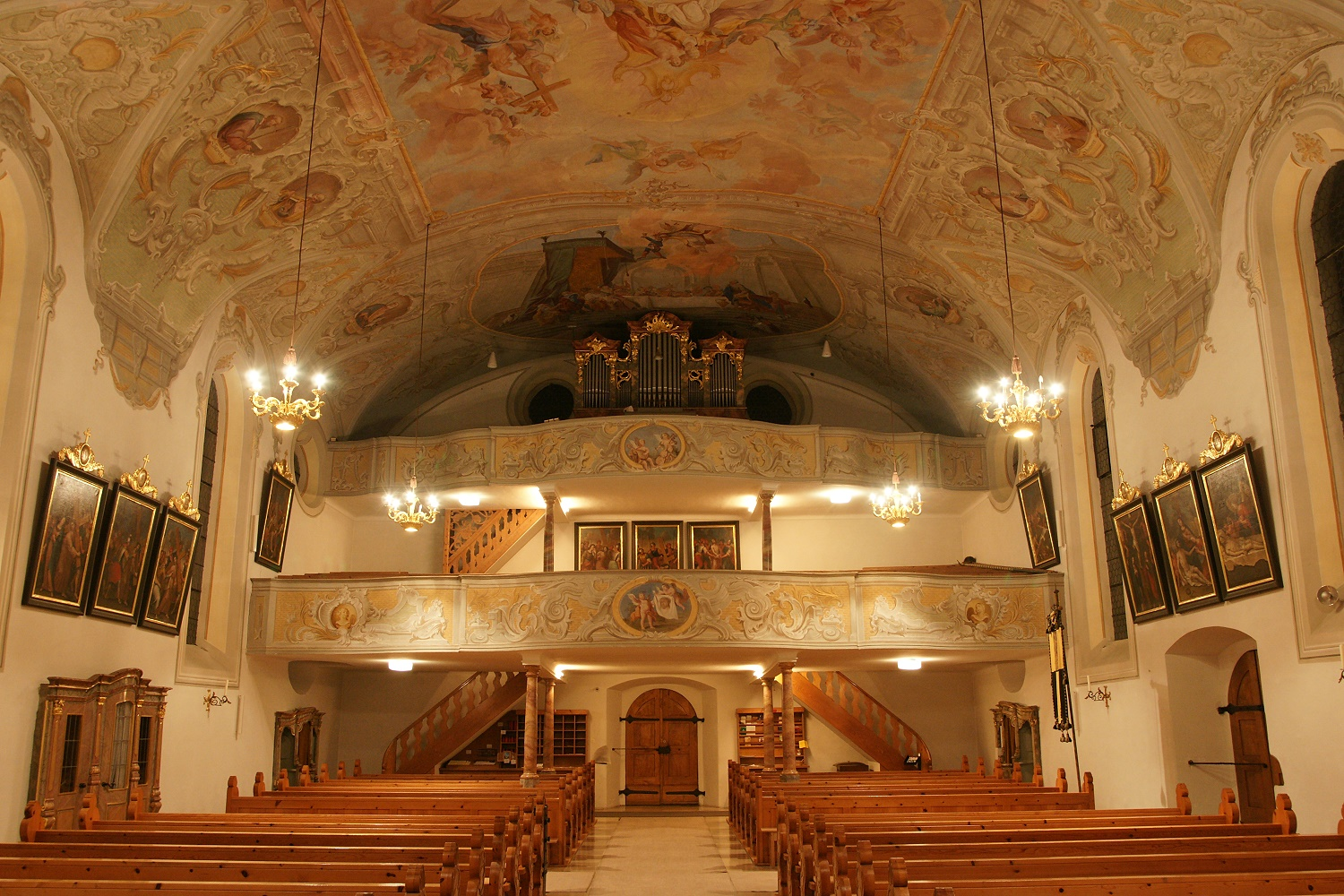
Saalraum zur Doppelempore und Orgel (2008)

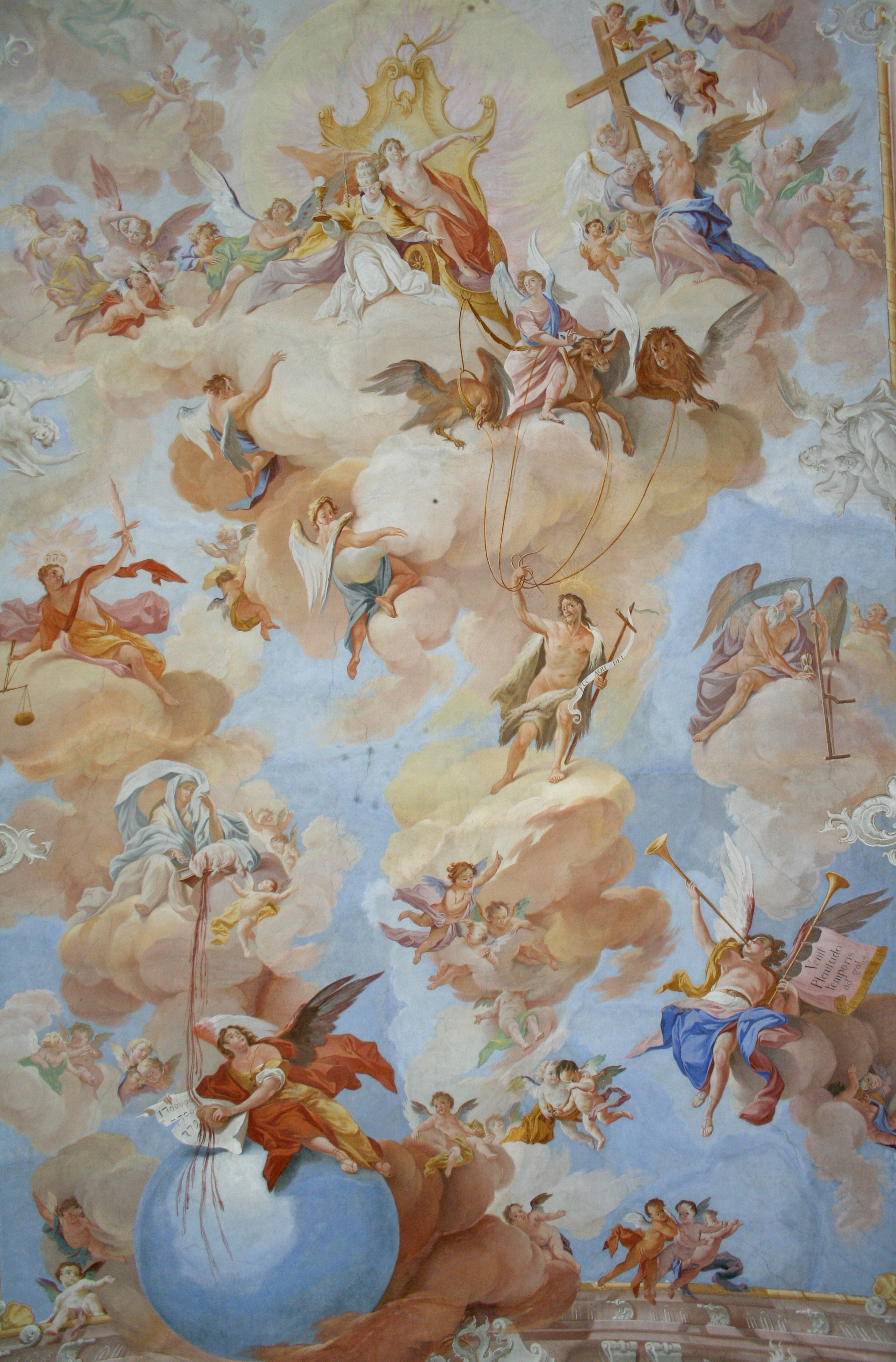
Deckenfresko im Langhaus der Pfarrkirche in Elbigenalp von Johann Jakob Zeiller, 1775 (2010)

Die Pfarrkirche Elbigenalp steht in der Gemeinde Elbigenalp im Bezirk Reutte in Tirol. Die römisch-katholische Pfarrkirche hl. Nikolaus gehört zum Dekanat Breitenwang in der Diözese Innsbruck. Die Kirche und der Friedhof mit zwei Kapellen stehen unter Denkmalschutz.

## Geschichte
Die Kirche ist der Sitz der sogenannten Urpfarre des Lechtales und wurde 1312 urkundlich genannt. Vermutlich um 1300 erbaut erfolgte im 15. Jahrhundert eine Erweiterung und mit der Datierung 1674 an der Langhausnordwand eine zweite Vergrößerung.

## Architektur
Die barocke Kirche steht in einem ebenen freien Feld und ist von einem ummauerten Friedhof umgeben. Zwei Kapellen sind in die Friedhofsmauer eingebunden. Das Langhaus hat große Rundbogenfenster und Kreisfenster im ersten Joch. Mit dem eingezogenen Chor mit einem Dreiachtelschluss steht die Kirche unter einem großen steilen schindelgedeckten Satteldach. Der hohe schlanke gotische Turm im Nordosten des Langhauses mit Giebelspitzhelm hat doppelte spitzbogige Schallfenster mit dreifach gekehlter Laibung und Maßwerk.
Das flachgedrückte Stichkappentonnengewölbe des breiten dreijochigen Saalraumes ist beim eingeschwungenen Triumphbogen konkav eingeschliffen. Der zweijochige Chor hat ein Stichkappengewölbe und eine Pilastergliederung. Auf der Westseite der Kirche befindet sich über dem Eingang eine Doppelempore mit geschwungenen Brüstungen, die dreiachsig auf Säulenpaaren ruht.

## Ausstattung
An der Westwand über der oberen Sakristei ist ein von einem schwäbischen Maler um 1450/1460 gemaltes Fresko, das Christus als Weltenrichter in der Mandorla zeigt. Dieser ist von zwei Posaunenengeln, sowie Maria und den Aposteln Johannes und Jakobus zur Linken und Petrus zur Rechten, umgeben.
Die Kirche wurde 1775/76 mit Fresken von Johann Jakob Zeiller ausgemalt, die mit einer äußerst dekorativen Rokoko-Ornamentik umfangen sind, wie auch die Halbfiguren der zwölf Apostel. Das riesige Langhausfresko mit dem Titel „Triumph des Erlösungswerkes Christi“ stellt die Versinnbildlichung des siebten Weltalters
dar und jenes über der Orgelempore zeigt die Rettung eines Christensklaven vom Hof eines heidnischen Fürsten durch den heiligen Nikolaus. Im Chor hingegen wird die „Glorie des hl. Nikolaus“ mit Frauen und Männern in Lechtaler Tracht dargestellt. Dieses bedeutende Fresko ist ein Meisterwerk artistischer Gestaltung im Typus der einseitig-schräguntersichtigen Erdschachtdecke bzw. -kuppel in Schrägprojektion. Zeiller brachte darin eine einzigartige Entwicklung zustande, in der alle Möglichkeiten barocker Deckenmalerei erschöpft sind.
Der Hochaltar wurde 1968/1969 neu gestaltet. Er trägt mittig die Statue des heiligen Nikolaus von Joseph Stapf, welche als einzige Skulptur vom barocken Hochaltar aus dem Jahr 1775 erhalten geblieben ist. Vor dem Kreuzfenster steht das Lamm-Gottes in einer Gloriole. An der Stirnwand befindet sich ein geschnitzter Tabernakel vom Bildhauer Rudolf Geisler-Moroder aus den Jahren 1968/1969.
Im linken Seitenaltaraufbau von Joseph Stapf aus Pfronten wird das um 1775 entstandene Altarbild Madonna mit Kind von Joseph Anton Schuler aus Stockach von den Figuren der Heiligen Sebastian, Ulrich, Magnus und Florian flankiert. Im Auszug ist die Dreifaltigkeit mit Putti und zwei sitzenden Gebälksengeln dargestellt. Im rechten Stapf-Seitenaltar zeigt das Altarbild die Skapulier-Madonna mit Kind (um 1775?) und die Figuren der Heiligen Michael, Magdalena, Notburga und Schutzengel, im Auszug den Heiligen Wandel (Maria, Josef und Jesus), flankiert von zwei sitzenden Gebälksengeln und Putti.
Die um 1770 entstandene Kanzel kam erst im Zuge der Rebarockisierung 1966/1969 in den Kirchenraum. Sie zeigt am Korb die vier Evangelistensymbole und drei Reliefs (Sämann, Fischer und Emmausjünger) und auf dem Schalldeckel einen filigranen Volutenbandaufbau mit Putten. Die Kreuzwegstationen malte Paul Zeiller zwischen 1732 und 1738.
Die Sakramentsnische hat ein gotisches Flechtgitter und Ornamentleisten. Der Taufstein hat eine Minuskelschrift am oberen Rand mit Symbolen in kreisförmigen Feldern wie Lamm, Johanneskopf, Sonne, Adler, Mond. Sakramentsnische und Taufstein sind aus dem 15. Jahrhundert.
Die Rokoko-Tragorgel mit bemaltem Gehäuse um 1770 von Andreas Jäger mit einem großteils neuen Pfeifenwerk stammt aus der Ölberg-Kapelle. Die Orgel baute 1867 Franz Weber, wobei 1966/1969 der Prospekt mit neuen Schleierbrettern und diverser Ornamentik im Stil des Rokoko geschmückt worden ist. Die Emporenbrüstungen wurden ebenso von Johann Jakob Zeiller mit Musikinstrumenten in Rocaillekartuschen sowie einer Darstellung von Putten mit dem Schweißtuch Christi dekoriert.

## Friedhof mit zwei Kapellen
Die Martinskapelle und/oder Magdalenenkapelle in der nordöstlichen Ecke des Friedhofes wurde 1489 urkundlich genannt. Der Rechteckbau ist zweigeschoßig. Die Unterkapelle mit einer flachen Holzbalkendecke ist das Beinhaus. Die Oberkapelle mit einem Holzbalkentonnengewölbe, die Balken sind mit Rundstäben verziert, wurde 1832 restauriert. Die Stirnwand hat ein kleines Rundbogenfenster und zeigt mit 1489 bezeichnete Fresken mit Szenen aus dem Leben der Maria Magdalena. Die Kreuzigungsgruppe mit einem Kruzifix und den Heiligen Maria, Johannes und Magdalena entstand um 1680. An den Seitenwänden sind Holztafeln, rechts Totentanz und links das Stammregister Christi mit Heiligen aus Teutschland des Malers Johann Anton Falger um 1830/1840. An der Kapelle sind Gusseisengedenktafeln für Joseph Anton Koch, Johann Anton Falger und Anton Lumpert aus dem 19. Jahrhundert.
Die Kriegergedächtnis-Kapelle steht im Südwesten des Friedhofes. Die Ausstattung beinhaltet zentral ein Kruzifix von Rudolf Geisler-Moroder aus 1965, flankiert von Figuren Maria und Johannes und zwei Putten um 1720/1730 von Jakob Witwer, welche aus dem Beinhaus hierher übertragen wurden.
In Mauernischen des Friedhofes wurde 1976 der Totentanz nach Johann Anton Falger als zweite Serie neu gemalt.

## Widum
Das Widum als Mittelflurhaus mit einem Krüppelwalmdach nördlich der Pfarrkirche als barocker Bau wurde 1834 umgebaut. Am Widum ist ein Kruzifix von Josef Klemens Witwer um 1790. Es gibt eine Gedenktafel für den Erbauer des Widums Baumeister Jakob Lumper.